# 양산제일고등학교
양산제일고등학교(梁山第一高等學校)는 대한민국 경상남도 양산시 교동에 있는 사립 고등학교이다.

## 학교 연혁
- 1967년 11월 27일 : 학교법인 새빛학원 설립인가, 설립자 신광사 선생
- 1994년 3월 1일 : 양산여자고등학교 개교(9학급)
- 1994년 3월 1일 : 초대 교장 신광사 선생 취임
- 2001년 4월 6일 : 제2대 교장 신수균 선생 취임
- 2004년 3월 1일 : 양산제일고등학교로 교명 변경(남여공학)
- 2022년 12월 28일 : 제27회 졸업식 거행(총 졸업생수 6,481명)
- 2023년 3월 1일 : 제6대 교장 서동권 선생 취임
- 2023년 3월 2일 : 입학(252명)

## 참고 자료
- 양산제일고등학교 - 한국교육학술정보원 학교알리미